# Clemens Bruno Gatzmaga

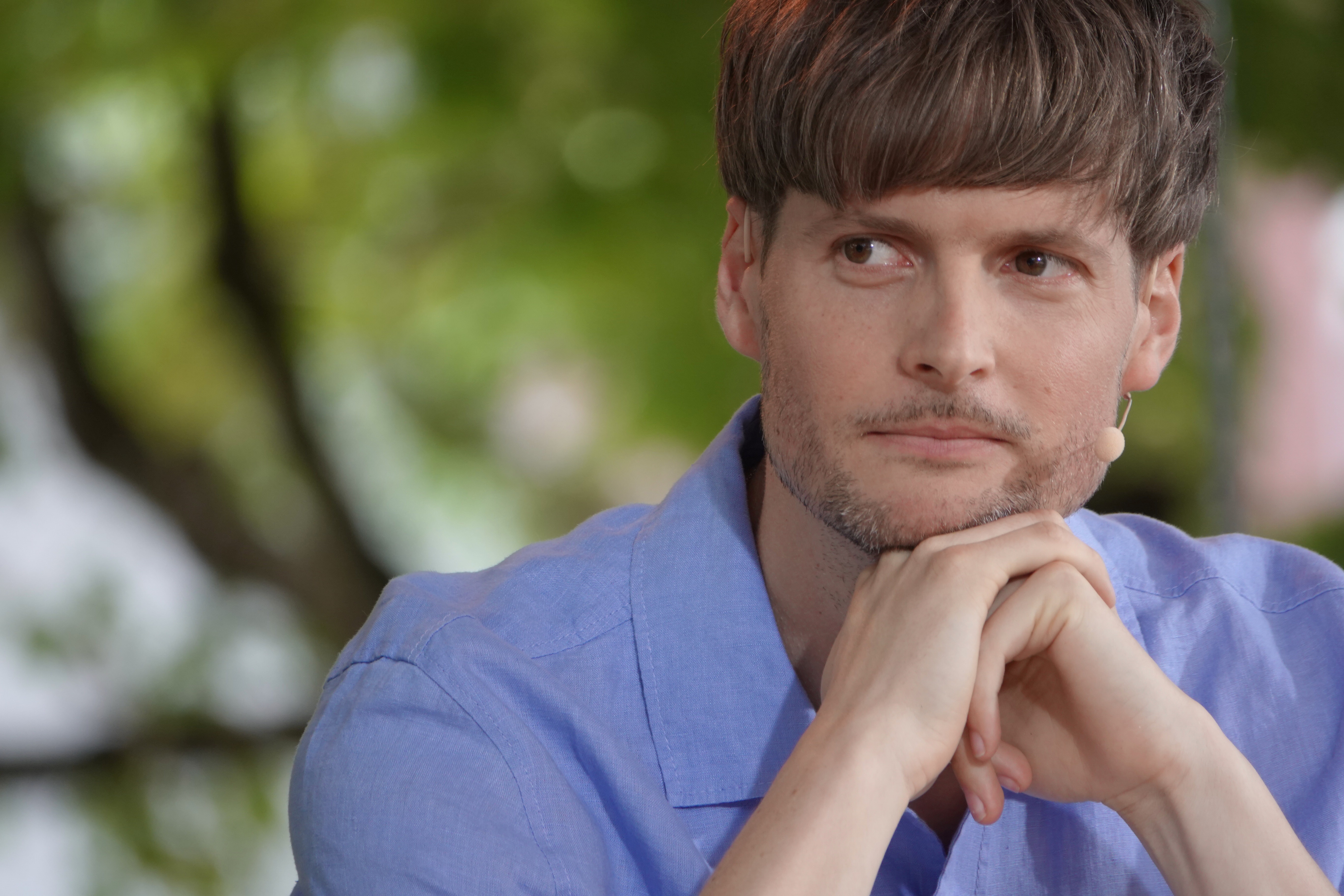
Clemens Bruno Gatzmaga beim Ingeborg-Bachmann-Preis 2022

Clemens Bruno Gatzmaga (* 25. April 1985 in Düsseldorf) ist ein deutscher Schriftsteller. Er lebt in Wien.

## Leben
Clemens Gatzmaga studierte Germanistik und Geschichte an der Westfälischen Wilhelms-Universität Münster sowie Deutsche Philologie an der Universität Wien. Er schloss sein Studium 2013 mit der Masterarbeit Zur Poetik des Traums bei Franz Kafka und Sigmund Freud ab.
Seit 2010 lebt Gatzmaga mit seiner Familie in Wien. Er arbeitete als Digitalexperte, Texter und Journalist und ist Mitgründer eines Ausstellungsbüros.
Mit seinem Debütroman Jacob träumt nicht mehr stand er im Jahr 2021 als einer von drei Kandidaten auf der Shortlist Debüt 2021 für den Österreichischen Buchpreis. Der Roman handelt von einem Endzwanziger, der bis zum Bauchnabel in einem Moor versunken ist und daraufhin sein New-Work-Leben Revue passieren lässt.
Auf Einladung von Brigitte Schwens-Harrant las er 2022 beim Ingeborg-Bachmann-Wettbewerb den Text Schulze.
Im Herbst 2023 erschien sein Kinderbuch „Ellea und die Stadt“, das Themen wie den Klimawandel und die Arbeitswelt aufgreift.

## Werke
- Jacob träumt nicht mehr. Karl Rauch Verlag, Düsseldorf 2020, ISBN 978-3-7920-0265-0.

- Ellea und die Stadt. Karl Rauch Verlag, Düsseldorf 2023, ISBN 978-3-7920-0384-8.